# Earth Moving
Az Earth Moving (magyarul: Földmozgás) Mike Oldfield 1989-es, tizenegyedik nagylemeze.
A lemez Oldfield egyetlen olyan albuma, melyen csak popdalok szerepelnek. A legtöbb dalt más és más énekli, csak ketten énekelnek kétszer, így összesen nyolc énekessel dolgozott Oldfield.
A lemezről a legismertebb dalt, az Innocent (magyarul: Ártatlan) címűt Oldfield akkori felesége, Anita Hegerland énekelte.
A lemez a Virgin lemezkiadó nyomására született, ők ugyanis populáris, ezért jól fogyó lemezeket szerettek volna Oldfieldtól, aki viszont jobban szerette a komplexebb instrumentális darabokat. Ennek is köszönhető, hogy a következő lemeze, az Amarok egyetlen popdalt sem tartalmazott.

## Számok
1. "(One Glance is) Holy" – 4:37
2. "Hostage" – 4:09
3. "Far Country" – 4:25
4. "Innocent" – 3:30
5. "Runaway Son" – 4:05
6. "See the Light" – 3:59
7. "Earth Moving" – 4:03
8. "Blue Night" – 3:47
9. "Nothing But / Bridge to Paradise" – 8:40

## Zenészek
- Mike Oldfield – gitárok,  billentyűsök, vokál
- Adrian Belew – ének ("Holy"), gitár
- Max Bacon – ének ("Hostage", "Bridge to Paradise")
- Mark Williamson – ének ("Far Country")
- Anita Hegerland – ének, vokál ("Innocent")
- Chris Thompson – ének ("Runaway Son", "See the Light")
- Nikki 'B' Bentley – ének ("Earth Moving"), vokál
- Maggie Reilly – ének ("Blue Night")
- Carol Kenyon – ének ("Nothing But"), ad lib ("Holy")
- Daniel Lazerus – clavinet
- Bobby Valentino – hegedű
- Phil Spalding – basszusgitár, vokál
- Simon Gardner, Simon Clarke, Tim Sanders, Roddy Lorimer – fúvós szekció
- Raf Ravenscroft – szaxofon

## Produkció
Kiadó: Virgin Records.

Producer: Daniel Lazerus, Mike Oldfield.

## Érdekességek
- A lemez utolsó két dala egy számként szerepel. Még a bakelitlemezen vagy kazettán kiadott példányokon is így van a borítón feltüntetve. (Tehát nem a CD lemezen kerültek véletlenül összefűzve egy track-be.) Pedig a Nothing But és a Bridge to Paradise között semmi kapcsolat sincs. A két dal közt három másodperc szünet van. Más énekli őket, sem a szöveg, sem a dallam nem utal egymásra. Sajnos nem tudni az okát, miért van így. Egyesek szerint Oldfield szeretett volna legalább egy hosszabb számot, mint ahogy az összes korábbi albumán volt ilyen. Mások szerint a kiadó húzása, hogy ha valaki ránéz a borítóra, azt remélje, hogy a korábbi popalbumaihoz hasonlóan (Crises, Discovery, Islands) azért itt is lesz egy hosszabb, instrumentális szerzemény.

Az utolsó szám felosztása:
0:00 – 4.00 Nothing But (4:00)
4:03 – 8:35 Bridge to Paradise (4:32)